# Ignacio Zaragoza (Chihuahua)
Ignacio Zaragoza es una población del noroeste del estado mexicano de Chihuahua, es cabecera del municipio del mismo nombre.

## Historia
La zona donde hoy se encuentra asentada la población de Ignacio Zaragoza era a principios del siglo XX la confluencia de dos grandes latifundios: desde el sur la Hacienda de Babícora, propiedad del magnate estadounidense William Randolph Hearst y por el este el gran latifundio Terrazas, propiedad del cacique chihuahuense Luis Terrazas; este último ocupaba gran parte del valle de San Buenaventura, en cuyo extremo oeste se encuentra la población actual.
En 1922 y en pleno auge del reparto agrario que ya empezaba aplicarse en la Hacienda de Babícora —que daría origen a la población de Gómez Farías—, un grupo de campesinos proveniente de Temósachic, encabezados por José María Flores y Simón Tena, se asentaron en la región y solicitaron los terrenos de la actual población, con el fin de fundar una colonia agrícola que llamaron Colonia Zaragoza de Guadalupe. En aquel momento pertenecía al municipio de Buenaventura.
El trámite de asignación de la propiedad tardó varios años, y en 1928 optaron por solicitar la dotación del terreno como ejido, misma que fue otorgada en julio de 1929 y que fue ampliado en forma posterior. Ante su crecimiento poblacional, en 1934 quedó constituida en sección municipal de Buenaventura y por decreto del Congreso de Chihuahua del 24 de mayo de 1941 fue segregado de Buenaventura el nuevo municipio de Ignacio Zaragoza, del que quedó establecida como cabecera municipal con el nombre oficial de Ignacio Zaragoza.

## Localización y Demografía
Ignacio Zaragoza se encuentra ubicada en el noroeste del estado de Chihuahua en la zona denominada como el Valle de San Buenaventura y que es una zona de transición entre las estribaciones de la Sierra Madre Occidental y los valles que hacia el norte se convertirán en el Desierto de Chihuahua. 
Sus coordenadas geográficas extremas son 29°38′36″N 107°45′50″O / 29.64333, -107.76389 y tiene una altitud de 2 020 metros sobre el nivel del mar. Se ubica a unos 48 kilómetros al norte de la población de Gómez Farías y a unos 42 kilómetros al suroeste de San Bueventura, comunicándose con ambas poblaciones por la Carretera estatal 10 de Chihuahua que es una carretera de orden estatal de dos carriles de circulación, que en San Buenaventura enlaza con la Carretera Federal 10 que comunica a Nuevo Casas Grandes.
De acuerdo al Censo de Población y Vivienda de 2010 realizado por el Instituto Nacional de Estadística y Geografía, la población de Ignacio Zaragoza es de 3 518 habitantes, siendo 1 750 hombres y 1 768 mujeres.